# Lophognathus temporalis
Lophognathus temporalis là một loài thằn lằn trong họ Agamidae. Loài này được Günther mô tả khoa học đầu tiên năm 1867.

## Hình ảnh

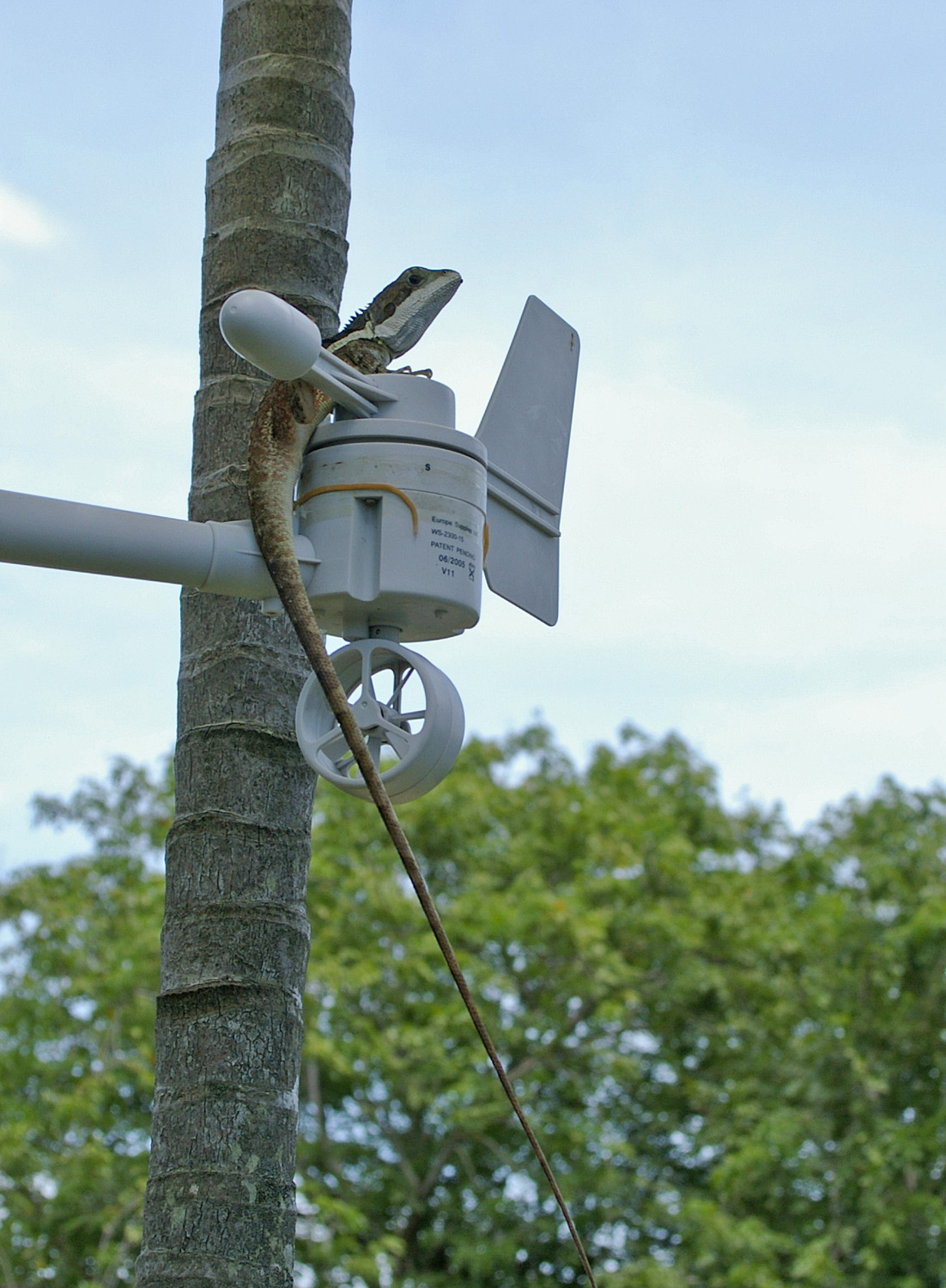